# Данку
Данку (рум. Dancu, Данко) — село в Хынчештском районе Молдавии. Относится к сёлам, не образующим коммуну.

## География
Село расположено на высоте 31 метров над уровнем моря.

## Население
По данным переписи населения 2004 года, в селе Данку проживает 1605 человек (786 мужчин, 819 женщин).
Этнический состав села:
| Национальность | Число жителей | Процентный состав |
| -------------- | ------------- | ----------------- |
| молдаване      | 1470          | 91.59             |
| украинцы       | 110           | 6.85              |
| румыны         | 20            | 1.25              |
| русские        | 4             | 0.25              |
| болгары        | 1             | 0.06              |
| Всего          | 1605          | 100 %             |